# The Chill Out Sessions
The Chill Out Sessions es un EP que contiene remixes del álbum There Is a Hell, Believe Me I've Seen It. There Is a Heaven, Let's Keep It a Secret de la banda británica Bring Me The Horizon. Los remixes de este EP fueron hechos por el productor inglés de música electrónica Draper. Fue planeado para ser lanzado a la venta en año nuevo del 2012, pero por problemas que tenía la discográfica de Bring Me The Horizon, el EP fue cancelado. Aunque más tarde, el 22 de noviembre de 2012 fue puesto como descarga gratis. El EP se caracteriza por tener el género de la música que hace Draper llamada chillstep, un derivado del dubstep mucho más tranquilo.

## Historia y lanzamiento
En enero de 2011 se sospechaba que Bring Me The Horizon planeaba lanzar un segundo álbum de remixes luego de Suicide Season: Cut Up!. Los remixes que existían no era para hacer algún nuevo álbum. Pero la oportunidad no fue silenciada cuando el cantante Oliver Sykes dijo "Me encantaría hacer otro disco de esa manera, me gustó mucho escuchar las canciones remixadas y creo que vendió bastante bien, pero no hemos acordado hacer otro por el momento".
En una entrevista en noviembre de 2011, el guitarrista Lee Malia le preguntaron que si habría una versión similar a la de There's A Hell.. y él dijo "Creo que ese álbum fue cosa de una sola vez y no creo que vayamos a hacer eso otra vez.

## Composición
El EP tiene el estilo musical que Draper usa en sus canciones, llamado chillstep, un subgénero del dubstep más tranquilo y relajado.
Draper corta las voces de Oli favoreciendo las de Lights y las combina con Bass Drops atmosféricos.

## Lista de canciones
| N.º | Título                                | Duración |  |
| 1.  | «Crucify Me»                          | 4:46     |  |
| 2.  | «It Never Ends»                       | 3:37     |  |
| 3.  | «Fuck»                                | 5:27     |  |
| 4.  | «Don't Go»                            | 3:47     |  |
| 5.  | «Memorial/Blessed With A Curse»       | 6:46     |  |
| 6.  | «Blessed With A Curse» (Instrumental) | 5:05     |  |